# Nationalstadion Vasil Levski
Nationalstadion Vasil Levski, (bulgariska: Национален стадион „Васил Левски“) är en idrottsarena i Sofia, Bulgarien. Arenan invigdes den 5 juli 1953, och har fått sitt namn efter den bulgariske folkhjälten och nationalistiska revolutionären Vasil Levski. Bulgariens olika landslag i fotboll spelar sina matcher på arenan, som rymmer 43 632 åskådare varav 43 230 är sittplatser, 402 VIP-platser och 300 platser i pressläktaren.